# Monroe (Michigan)
Monroe település az Amerikai Egyesült Államok Michigan államában, Monroe megyében, melynek megyeszékhelye is. Lakosainak száma 20 462 fő (2020. április 1.).

## Népesség
A település népességének változása:

| 2010 | 20 733 |
| 2020 | 20 462 |